# クランチロール (企業)
クランチロール, LLC（Crunchyroll, LLC）は、テキサス州ダラスに拠点を置くアメリカのエンターテイメント会社。現在、アニメに特化した同名のストリーミングサービスを運営している。
1994年5月に、創業者であるゲン・フクナガと妻のシンディによってシリコンバレーで設立され、ダニエル・コカノウガーとその家族が出資者となり、資金提供を行った。その後、テキサス州ノース・リッチランド・ヒルズ、そしてフラワーマウンドに移転した。ファニメーションは2005年5月にナヴァール・コーポレーションに買収され、2011年4月にはナヴァールがファニメーションを2400万ドルで投資家グループに売却した。この投資家グループにはフクナガも含まれていた。2017年にはソニー・ピクチャーズ テレビジョンに買収され、2022年3月にCrunchyrollとして再ブランドされた。これは、2021年8月にCrunchyrollと、その親会社であるEllationを買収したことが背景にある。
また、北米ではセンタイ・フィルムワークス、ビズメディア、ディスコティック・メディア、そしてグループ会社であるアニプレックス・オブ・アメリカなどの配給パートナーを通じて、または直接、アニメ作品を家庭用ビデオとして発売している。

## 歴史

### ファニメーションとして

#### 初期の歴史

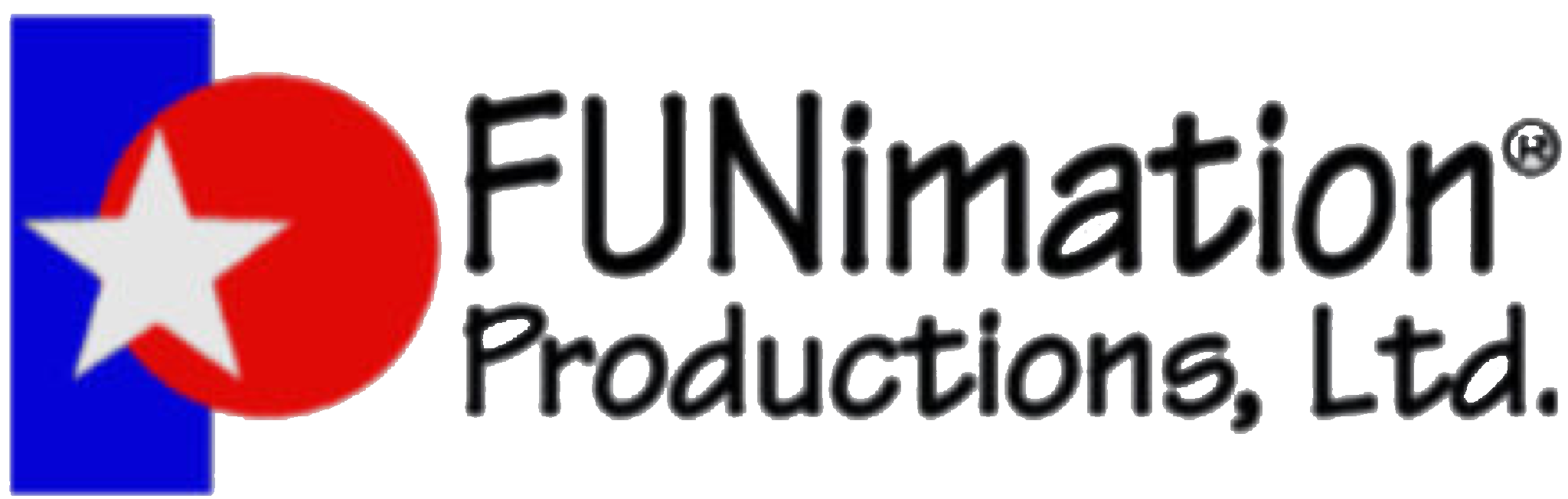
1994年から2005年まで使用されたオリジナルのファニメーションのロゴ。

1990年代初頭、日本生まれの実業家であるゲン・フクナガは、東映のプロデューサーとして働いていた叔父の堀長文から接触を受けた。堀は、福永が制作会社を立ち上げ、十分な資金を調達できれば、東映アニメーションが「ドラゴンボール」シリーズのアメリカにおける権利をライセンスするという提案をした。フクナガは、テキサス州ディケーターにある飼料工場を所有していた同僚のダニエル・コカノウガーと会い、コカノウガーの家族を説得してビジネスを売却させ、彼の会社への投資家として参加させた。
会社は1994年5月9日にファニメーション・プロダクションズ（Funimation Productions）として設立された。最初はシリコンバレーに拠点を構えていたが、最終的にはテキサス州ノース・リッチランド・ヒルズに移転した。最初は、BLTプロダクションズ、オーシャン・スタジオ、パイオニア、サバン・エンターテイメントなど、他の会社と共同で「ドラゴンボール」の制作を行っていた。ドラゴンボールのテレビ放送を試みて2回失敗した後、1998年にカートゥーン ネットワークが『ドラゴンボールZ』をTOONAMI枠で放送を開始し、瞬く間に最高視聴率を記録し、大きなファン層を獲得した。『ドラゴンボールZ』の成功により、ファニメーションは他のライセンス作品を獲得することができた。また、ファニメーションは最初のアニメ以外の製作作品として、ダイレクト・トゥ・ビデオ映画『チャック・E・チーズ・イン・ザ・ギャラクシー5000』も制作・配給した。
2002年5月、ファニメーションは初めてのサードパーティー向けホームビデオ契約を結び、アニメ吹き替え会社4キッズエンタテインメントがファニメーションを米国での独占的ホームビデオ配給会社として任命した。この契約には、当時4Kキッズがライセンスを持っていた多くの作品が含まれ、最初の作品として『遊☆戯☆王デュエルモンスターズ』、『さいころボット コンボック』、『キャベツ畑人形』、『3丁目のタマ うちのタマ知りませんか?』、『星のカービィ』があった。この契約は後に『ソニックX』、『ティーンエイジ・ミュータント・ニンジャ・タートルズ』、『ウルトラマンティガ』などを含むように拡大された。
4キッズとの契約の成功を受け、ファニメーションは2003年9月26日にカナダ拠点のネルバナと戦略的パートナーシップを締結した。この契約により、両社は新しいアニメの制作に取り組むことが可能となり、ファニメーションはネルバナの所有作品から44作以上を家庭用ビデオで配信する権利を得た。その中には、『レッドウォール』、『ペコラ』、『ハリウッド・ナイトメア』、『ティモシー・ゴーズ・トゥ・スクール』、ディズニー・チャンネルのTVスペシャル『サンタクロース・ブラザーズ』が含まれる。
2004年7月、新しい部門アワー・タイム・ファミリー・エンターテインメント（Our Time Family Entertainment）を立ち上げ、ファミリー向け作品の拡充を図った。この部門では、未就学児と子供向け市場に高品質な娯楽作品を提供した。提供作品には、『NEMO/ニモ』やいくつかのホリデースペシャル、ネルバナ（『エリオット』、『マーヴィン・ザ・タップダンシング・ホース』、『ティモシー・ゴーズ・トゥ・スクール』）、WGBH教育財団（『アーサー』、共同制作『タイム・ワープ・トリオ』）、そしてアライアンス・アトランティス（『コニー・ザ・カウ』）からの選定作品が含まれている。

### ナヴァール・コーポレーションによる買収
2005年5月11日、ファニメーションはナヴァール・コーポレーションにより現金1億40万ドルと180万株のナヴァール株で買収された。この買収の一環として、現ファニメーション社長のゲン・フクナガがCEOとして引き続き会社を率いることとなり、会社名もファニメーション・プロダクションズからファニメーション・エンターテインメント（Funimation Entertainment）へと変更された。2007年、テキサス州ノースリッチランドヒルズからフラワーマウンドに移転した。レイクサイドビジネス地区に10年のリース契約で入居した。
2008年2月のナヴァール・コーポレーションのCEOキャリー・ディーコンのインタビューによると、ファニメーションは2007年12月に米国での業務を停止したジェネオンの米国支社がライセンスを持っていた一部の作品を取得するための初期交渉を行っていた。2008年7月、ジェネオンが米国市場から撤退する際に完了していなかった作品を含むいくつかのジェネオン作品の配信権を取得したことを確認された。アニメ・エキスポ2008にて、ファニメーションは以前ADVフィルムがライセンスを保有していた双日の作品リストから30作以上を取得したと発表した。2009年には、東映アニメーションと契約を結び、ファニメーションのウェブサイトで複数のアニメ作品をオンライン配信することになった。

### ナヴァールの売却・ニコニコとの提携

2011年から2016年まで使用されたファニメーションのロゴ。

2010年5月27日、ナヴァール・コーポレーションはファニメーションの売却交渉を開始したと発表した。また、売却が実現した場合、2011年第1四半期からファニメーションが「非継続事業」として再分類されることも発表された。2010年9月16日、ナヴァールはファニメーションの買収に関心を持つ6つの潜在的な買い手がいることを発表した。2011年第1四半期に、ナヴァールはファニメーションを「割引事業」として再分類した。2011年4月4日、ナヴァールはファニメーションが創業者のゲン・フクナガを含む投資家グループに2,400万ドルで売却されたことを発表した。また、ナヴァールが引き続きファニメーションの作品の独占的な配給元として残ることも発表された。
2011年10月14日、ファニメーションは、ニコニコ動画の英語版Niconicoと提携し、アニメの配信と家庭用ビデオ公開のための「Funico」ブランドを設立すると発表した。この時点から、Niconicoが配信するほぼすべての作品がファニメーションによって取得されるようになった。2012年2月18日、同年4月6日に動画配信アプリを開始すると発表した。2014年、スクリーンビジョンと提携し、『ドラゴンボールZ 神と神』を劇場公開した。その成功を受け、ファニメーションは2014年12月に独自の劇場配給部門を設立した。2015年6月22日、ファニメーションとユニバーサル・ピクチャーズ・ホームエンターテイメントは、ファニメーションの作品のホームビデオ配給に関する複数年契約を発表しました。この契約により、UPHEがファニメーションのカタログ作品の配給と販売を担当することになった。ユニバーサルは同年10月からファニメーション作品の配給を開始した。
2016年1月、ファニメーションは新しいロゴを導入し、動画配信サービスFunimationNowを発表した。同年4月、イギリスとアイルランドでもサービスを開始しました。2016年9月8日、ファニメーションはCrunchyrollとの提携を発表した。ファニメーションの一部の作品がCrunchyrollで字幕付きで配信され、Crunchyrollの一部の作品がFunimationNowで配信されるようになり、将来的な吹き替え作品も含まれることになった。また、ファニメーションはCrunchyrollのホームビデオカタログの配給を担当することになった。

### ソニーの所有

2016年から2022年まで使用されたロゴ。このロゴは2024年までファニメーションの配信サービスで引き続き使用された。

2017年5月、ユニバーサル・スタジオとソニー・ピクチャーズ テレビジョンがファニメーションの買収に関心を示していると報じられたが、ユニバーサルは入札を進めないことを決定した。2017年7月31日、ソニー・ピクチャーズ テレビジョンは、ファニメーションの株式の95％を1億4300万ドルで買収すると発表した。この契約は2017年8月22日に米国司法省によって承認された。この取引により、ファニメーションはソニーの部門アニマックスやキッズステーションとのシナジーが得られ、「創作パイプラインへの直接的接続」が可能になった。契約は2017年10月27日に完了した。
2018年2月16日、シャウト!ファクトリーのシャウト!スタジオ部門が『紅き大魚の伝説』の米国・カナダ配給権を取得し、ファニメーション・フィルムズと再び提携して配給を行うことが報じられた。2018年7月12日、ファニメーション・フィルムズが『ドラゴンボール超 ブロリー』の北米でのライセンス権を取得し、英語吹き替え版が2019年1月に米国とカナダで劇場公開されることが発表された。8月7日、AT&TはCrunchyrollの親会社であるオッター・メディアを完全に買収した。2018年10月18日、ファニメーションとCrunchyrollは、ソニー・ピクチャーズ テレビジョンによるファニメーションの買収の結果、提携を11月9日に終了することを発表した。家庭用ビデオ公開は予定通り続けられたが、一部のファニメーションの作品がCrunchyrollから削除され、字幕付きコンテンツがFunimationNowに戻った。また、ファニメーションがオッター・メディア所有の配信サービスVRVから完全に削除され、ハイダイブに置き換えられることも発表された。2018年12月、この提携終了の別の理由が国際的な拡大に関する意見の相違であったことが報じられた。2018年12月4日、ファニメーションはHuluと独占的な複数年契約を締結した。
2019年2月1日、ゲン・フクナガがゼネラルマネージャーを辞任し、会長に就任することを発表し、同年5月にコリン・デッカーがゼネラルマネージャーに就任した。2019年3月23日、AnimeJapan 2019で、ファニメーションは中国の配信サービスBilibiliと提携し、米国と中国市場向けにアニメ作品の共同ライセンスを取得することを発表した。5月29日、ファニメーションは英国のマンガ・エンターテインメントの英国支部を買収し、直ちにファニメーションの英国事業をマンガ・エンターテインメントに統合した。7月5日、ファニメーションはアニメ・エキスポでライトスタッフと配信パートナーシップを締結し、Nozomiエンターテインメントの一部の作品が同年内にFunimationNowで配信されることが発表された。2019年8月31日、アニプレックス・オブ・アメリカはTwitterで、ファニメーション・フィルムズと提携し、『青春ブタ野郎はゆめみる少女の夢を見ない』を2019年10月2日に米国、10月4日にカナダで劇場公開することを発表した。

### アニプレックスとソニー・ピクチャーズ・テレビジョンの合弁事業と国際展開、ダラスへの移転
2019年9月24日、ソニー・ピクチャーズ・テレビジョンとアニプレックスは、国際的なアニメ配信事業を新たな合弁会社ファニメーション・グローバル・グループ（Funimation Global Group, LLC.）に統合すると発表した。この合弁事業はファニメーションのブランドで運営され、ファニメーションのゼネラルマネージャーであるコリン・デッカーが統括することになった。この合弁会社により、ファニメーションはアニプレックスの子会社であるWakanim、Madman Anime、AnimeLabとともにタイトルの取得と配信が可能になる。合弁事業の最初のタイトルとして『Fate/Grand Order -絶対魔獣戦線バビロニア-』が、FunimationNow、AnimeLab、Wakanimで30日間の独占配信され、ファニメーションが1年間の英語吹き替えの独占権を取得した。
2020年1月24日、ファニメーションはオーストラリアとニュージーランドの視聴者向けにAnimeLabにオンラインカタログを統合し、3月30日にオーストラリアとニュージーランドでのFunimationNowを終了することを発表した。5月4日、NISアメリカと契約し、FunimationNowで特定のタイトルを配信することを発表した。同日、7月3日から4日にかけてバーチャルアニメコンベンション「FunimationCon」を開催することを発表した。このイベントは、同年にアニメ・エキスポの代わりとして開催された複数のバーチャルイベントの一つで、アニメエキスポが4月17日に中止を発表した後、開催された。7月3日、FunimationConでファニメーションは配信サービスをラテンアメリカに拡大し、2020年第4四半期にメキシコとブラジルで開始することを発表し、『東京喰種トーキョーグール：re』が初の吹き替え作品として配信されることになった。その後、ファニメーションは2020年12月にラテンアメリカでのサービス開始を発表、11月18日に早期開始した。9月9日、ファニメーションはビズメディアとの配信契約を発表し、ビズメディアのタイトルがファニメーションのウェブサイトで配信されるようになった。この契約は、『NARUTO -ナルト-』第1部や『HUNTER×HUNTER』の最初の75話など、FunimationNowで配信されていた一部のビズメディアタイトルが利用可能であったことに続くものだった。12月2日、ブラジルのテレビチャンネルローディングがソニー・ピクチャーズ エンタテインメントとのパートナーシップを発表、ファニメーションの作品が含まれた。11月24日、ファニメーションはサンライズと提携して『機動戦士ガンダム』『機動戦士ガンダムSEED』『機動戦士ガンダムW』『機動戦士Ζガンダム』などのガンダムシリーズを配信することを発表した。以前には『機動戦士ガンダム 鉄血のオルフェンズ』などの一部のシリーズ作品が既に配信されていた。
2020年11月、ファニメーションがダラスのサイプレスウォーターズの開発地区に新しいオフィスビルへの移転を開始し、2021年に開設されると報じられた。
会社のイメージ統一を図るため、2021年4月19日にイギリスとアイルランドでマンガ・エンターテインメントがファニメーションUKにブランド名を変更し、6月17日からオーストラリアとニュージーランドでAnimeLabがファニメーションのブランドで再開された。その後、ファニメーションは6月16日にコロンビア、チリ、ペルーの南米3カ国で配信サービスを開始した。9月1日、ファニメーションとゴンゾはそれぞれのYouTubeチャンネルでリマスター版の特定作品を11月30日まで配信するための提携を発表した。配信タイトルは『RAGNAROK THE ANIMATION』『ウィッチブレイド』『爆裂天使』だった。

### リブランディング

2022年から2024年まで使用された故ランチロール（Crunchyroll, LLC）としてのロゴ。

2020年12月9日、ソニー・ピクチャーズ エンタテインメントは、ワーナーメディアから、エレーションとアニメ配信サービスCrunchyrollを11億7500万ドルの現金で買収し、ファニメーション傘下に置くことを発表した。しかしながら、2021年3月24日、アメリカ合衆国司法省がこの買収に対する独占禁止法審査を延長したことが報じられた。Crunchyrollの買収は2021年8月9日に完了し、ソニーはプレスリリースで、アニメビジネスを統合したアニメサブスクリプションを可能な限り早く提供すると表明した。Crunchyrollは、VRVもこの買収に含まれると4日後に確認した。
2022年1月25日、Crunchyrollは映画『劇場版 呪術廻戦 0』を2022年3月18日に米国およびカナダで劇場公開すると発表した。映画は1,500以上の劇場およびIMAX劇場で字幕版と吹き替え版で上映される予定で、さらに英国、アイルランド、オーストラリア、ニュージーランド、フランス、ドイツ、ラテンアメリカなどでも公開予定であるとした。この作品はファニメーション・フィルムズと共同配給された初のCrunchyroll作品である。
2022年3月1日、ファニメーション、Wakanim、VRVのSVODサービスがCrunchyrollに統合されることが発表された。さらに、ファニメーション・グローバル・グループが正式にクランチロール（Crunchyroll, LLC）に社名変更したことも発表された。この変更は2月24日に実施された。14日後、ファニメーションのホームビデオリリースがクランチロールの名義で配給されることが発表され、2022年6月の新リリースからは、各カバーの背表紙や裏面にファニメーションのロゴの代わりにクランチロールのロゴが使用されるようになった。
2022年4月5日、ファニメーションのYouTubeチャンネルが「Crunchyroll Dubs」にリブランドされ、英語吹き替えコンテンツの配信に使用されることが発表された。一方、英語字幕付きコンテンツは「Crunchyroll Collection」チャンネルで引き続きアップロードされた。また、4月9日から毎週土曜日午後3時（東部時間）に英語吹き替え版のアニメの第1話を公開するし、『Re:ゼロから始める異世界生活』が最初の作品となった。3日後、ファニメーションショップがコランチロールストアに統合されることが発表された。2週間後、CEOのコリン・デッカーが辞任し、COOのラフル・プリニが後任となった。2022年3月の合併により、『僕のヒーローアカデミア』や『宇崎ちゃんは遊びたい!』などの既存のファニメーションで配信されていたタイトルは、新シーズンを含めてCrunchyrollに完全移行された。新シリーズ『カッコウの許嫁』や『SPY×FAMILY』はCrunchyrollでのみ配信され、吹き替え制作はダラスのスタジオで行われた。2022年8月4日、アニメ小売・配給業者のライト・スタッフを買収した。この取引の一環として、成人向けおよびヘンタイ関連の販売および配給は別会社に分離された。
2022年9月20日、クランチロールは『モブサイコ100』の主人公影山茂夫の声優であるカイル・マカリーとの契約を更新しないことを発表した。マカーリーはSAG-AFTRAのメンバーであり、クランチロールが将来の契約に関してSAG-AFTRAの代表者と面会するという条件で非組合契約で作業することを提案したが、クランチロールはこの提案を拒否し、アニメファンやメディアから批判を受けた。
2023年2月、ダラス本社やカルバーシティのオフィスを含む12か所のオフィスで85人のスタッフを解雇した。
2023年10月6日、グローバル・クリエイティブ・マーケティング担当シニア・バイス・プレジデントのマーカス・ゲーデマンは、米国外でCrunchyrollの成長が特に顕著な市場としてブラジル、フランス、ドイツ、メキシコを挙げ、全世界で8億人以上がアニメに関心を持っていると語った。2024年8月15日、インドネシア市場への参入を発表し、東南アジア地域向けにインドネシア語の字幕や吹き替えを含むキャンペーンを開始した。
2025年1月、同年後半を目処に日本マンガの配信サービス「Crunchyroll Manga」を北米にて開始し、電子書籍の配信事業に参入することを発表した。

## 配信
2008年7月、ファニメーションとレッド・プラネット・メディアは、AT&Tモビリティとスプリントの携帯電話加入者向けに、モバイルのビデオ・オン・デマンド・サービスの開始を発表した。開始時には『GUNSLINGER GIRL』、『月詠 -MOON PHASE-』、『銀河鉄道物語』の3作品が含まれ、それぞれのシーズン全話が視聴可能となった。
2016年まで、ファニメーションは北米以外（英語圏以外）の市場で自社作品を直接配信せず、代わりにイギリスのマンガ・エンターテイメントやアニメ・リミテッドといった他社にサブライセンスを行っていた。
2016年、ファニメーションはイギリスおよびアイルランドにおいて、ファニメーションブランドで一部の作品を直接リリースし始めた。ライセンスとローカリゼーションはファニメーションが担当し、配信および分類はアニメ・リミテッドが担当した。その後、2017年にはユニバーサル・ピクチャーズUKを通じて、同地域で『僕のヒーローアカデミア』を配信し、2018年にはソニー・ピクチャーズUKを通じて他の選定作品も配信した。2018年後半には、ファニメーションはイギリスのマンガ・エンターテイメントに一部のタイトルをサブライセンスし、2019年5月29日に同社を買収した後は、直接タイトルをリリースするようになった。2019年9月24日、ソニー・ピクチャーズ テレビジョンとアニプレックスは国際アニメ配信事業を統合し、ファニメーションがグループの中心的な企業となった。
2017年には、ファニメーションはオーストラリアおよびニュージーランドでも直接配信を開始した。イギリスやアイルランドと同様に、選定作品は2017年から2018年までユニバーサル・ソニー・ピクチャーズ・ホーム・エンターテイメントを通じて配信されたが、2018年9月以降は配信がマッドマン・アニメに移行し、同地域での配信と分類を担当した。マッドマン・アニメは2019年にファニメーションに統合された。